# Statistiche del Campionato mondiale Supersport
In questa pagina vengono riportate le statistiche inerenti al campionato mondiale Supersport, suddivise principalmente in due macroaree: statistiche per pilota e nazionalità dei piloti. Tutte le statistiche vengono compilate tenendo in considerazione i dati solamente quando la stagione agonistica è terminata (pertanto i dati sono elaborati a conclusione della stagione 2024).

## Titoli mondiali
Nel conteggio dei titoli mondiali, sempre assegnati sia a piloti che costruttori, le annate 1997 e 1998 rappresentano un caso limite: sebbene disputatesi in concomitanza del mondiale Superbike (ad eccezione del Gran Premio di Oschersleben) queste edizioni erano denominate Supersport World Series e non campionato mondiale, per tale motivo la federazione non le riconosce nell'albo d'oro della categoria nonostante la continuità di piloti, squadre, mezzi e piste con le edizioni immediatamente successive.

### Piloti
Fonte:  Albo d'oro mondiale Supersport, su worldsbk.com, Dorna Sports S.L. URL consultato il 31 dicembre 2023.
Nella tabella sottostante vengono riportati i piloti che hanno ottenuto titoli iridati nel campionato mondiale Supersport. Il pilota che ha ottenuto più titoli è il turco Kenan Sofuoğlu con cinque campionati vinti. Oltre a Sofuoğlu, altri tre piloti hanno vinto più di una volta il titolo: Andrew Pitt, Sébastien Charpentier e Dominique Aegerter. 
| Pilota                | Edizioni                     | Totale |
| --------------------- | ---------------------------- | ------ |
| Kenan Sofuoğlu        | 2007, 2010, 2012, 2015, 2016 | 5      |
| Andrew Pitt           | 2001, 2008                   | 2      |
| Sébastien Charpentier | 2005, 2006                   | 2      |
| Dominique Aegerter    | 2021, 2022                   | 2      |
| Stéphane Chambon      | 1999                         | 1      |
| Jörg Teuchert         | 2000                         | 1      |
| Fabien Foret          | 2002                         | 1      |
| Chris Vermeulen       | 2003                         | 1      |
| Karl Muggeridge       | 2004                         | 1      |
| Cal Crutchlow         | 2009                         | 1      |
| Chaz Davies           | 2011                         | 1      |
| Sam Lowes             | 2013                         | 1      |
| Michael van der Mark  | 2014                         | 1      |
| Lucas Mahias          | 2017                         | 1      |
| Sandro Cortese        | 2018                         | 1      |
| Randy Krummenacher    | 2019                         | 1      |
| Andrea Locatelli      | 2020                         | 1      |
| Nicolò Bulega         | 2023                         | 1      |
| Adrián Huertas        | 2024                         | 1      |
| Paolo Casoli          | 1997                         | 1      |
| Fabrizio Pirovano     | 1998                         | 1      |

### Nazioni

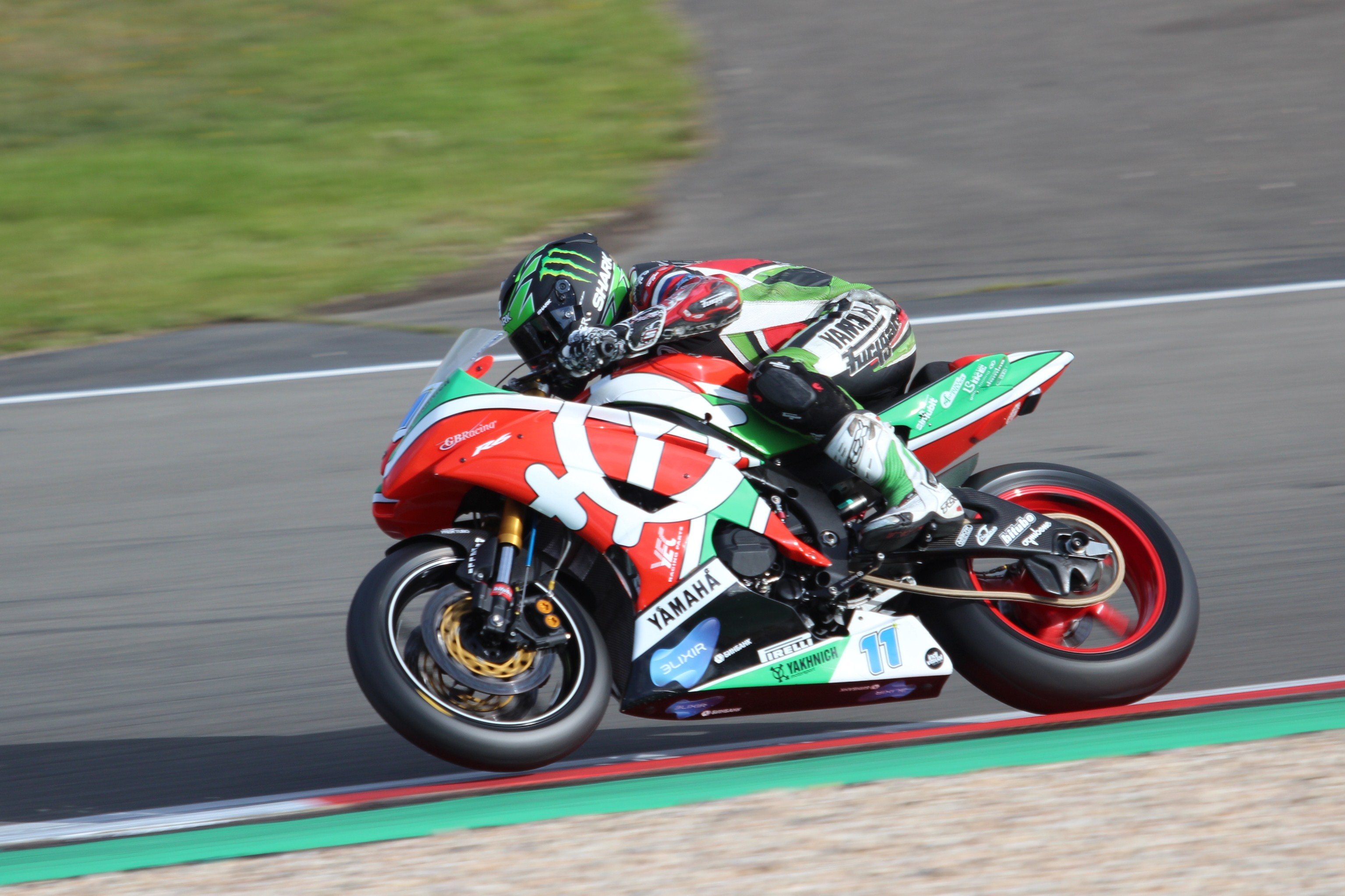
La Yamaha, qui portata in pista da Sam Lowes, detiene il record di titoli mondiali e, nel 2018, vince tutte le gare del campionato.

In questa sotto-sezione le vittorie dei titoli mondiali ottenute dai piloti vengono classificate in base alla loro nazionalità.
| Nazione     | Numero Piloti | Edizioni                     | Totale |
| ----------- | ------------- | ---------------------------- | ------ |
| Turchia     | 1             | 2007, 2010, 2012, 2015, 2016 | 5      |
| Francia     | 4             | 1999, 2002, 2005, 2006, 2017 | 5      |
| Australia   | 3             | 2001, 2003, 2004, 2008,      | 4      |
| Regno Unito | 3             | 2009, 2011, 2013             | 3      |
| Svizzera    | 2             | 2019, 2021, 2022             | 3      |
| Italia      | 2 (4)         | 1997, 1998, 2020, 2023       | 2 (4)  |
| Germania    | 2             | 2000, 2018                   | 2      |
| Paesi Bassi | 1             | 2014                         | 1      |
| Spagna      | 1             | 2024                         | 1      |

### Costruttori
In questa sotto-sezione vengono indicate le case costruttrici vincenti per titolo piloti, titolo costruttori e titoli complessivi.
| Costruttore | Titoli Piloti | Titoli Piloti                                              | Titoli Costruttori | Titoli Costruttori                                         | Totale |
| Costruttore | N.            | Edizioni                                                   | N.                 | Edizioni                                                   | Totale |
| ----------- | ------------- | ---------------------------------------------------------- | ------------------ | ---------------------------------------------------------- | ------ |
| Yamaha      | 10            | 2000, 2009, 2011, 2013, 2017, 2018, 2019, 2020, 2021, 2022 | 10                 | 1999, 2000, 2001, 2011, 2017, 2018, 2019, 2020, 2021, 2022 | 20     |
| Honda       | 9             | 2002, 2003, 2004, 2005, 2006, 2007, 2008, 2010, 2014       | 10                 | 2003, 2004, 2005, 2006, 2007, 2008, 2009, 2010, 2012, 2014 | 19     |
| Kawasaki    | 4             | 2001, 2012, 2015, 2016                                     | 3                  | 2013, 2015, 2016                                           | 7      |
| Ducati      | 2 (3)         | 1997, 2023, 2024                                           | 2 (3)              | 1997, 2023, 2024                                           | 4 (6)  |
| Suzuki      | 1 (2)         | 1998, 1999                                                 | 1 (2)              | 1998, 2002                                                 | 2 (4)  |

## Vincitori di Gran Premi

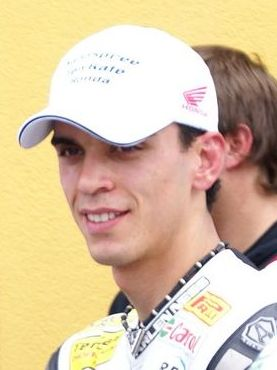
Kenan Sofuoğlu, qui immortalato ai tempi del 2007, detiene il record di titoli mondiali, vittorie e pole position in questa disciplina.

Nelle tabelle sottostanti vengono riportati tutti i piloti ad aver vinto almeno una gara nel mondiale Supersport in ordine decrescente. In questa sezione, a differenza dei titoli mondiali, ci sono diversi criteri interpretativi. Il bollettino ufficiale, al termine dell'ultima prova disputata, riporta l'elenco dei vincitori a partire dalla stagione 1999 (escludendo quindi le due edizioni delle World Series). D'altra parte, sempre lo stesso sito, nelle biografie dei piloti, conteggia tutte le vittorie, anche quelle antecedenti il 1999: a titolo esemplificativo si veda la scheda di Paolo Casoli.
Il pilota con più successi in assoluto è il turco Kenan Sofuoğlu a quota 43 di cui circa un terzo ottenute con Honda e le restanti con Kawasaki. Al secondo posto lo svizzero Dominique Aegerter con 27 successi, tutti con Yamaha. Oltre ad Aegerter, anche altri piloti come Nicolò Bulega e Andrea Locatelli compaiono nelle primissime posizioni di questa classifica avendo beneficiato dell'introduzione della doppia gara a partire dal secondo Gran Premio della stagione 2020.

### Piloti
- Per i piloti che hanno vinto gare con più di una casa, viene indicato per primo il costruttore con cui è stata ottenuta la prima vittoria; tra parentesi le vittorie totali per costruttore.
- Per maggior chiarezza le vittorie ottenute nelle World Series e nel campionato sono distinte in due colonne separate, alle quali segue una colonna con le vittorie complessive.

| Pilota                   | Campionato | World Series | Complessive | Moto                                  |
| ------------------------ | ---------- | ------------ | ----------- | ------------------------------------- |
| Kenan Sofuoğlu           | 43         |              | 43          | Honda (17), Kawasaki (26)             |
| Dominique Aegerter       | 27         |              | 27          | Yamaha                                |
| Jules Cluzel             | 24         |              | 24          | Honda (4), MV Agusta (8), Yamaha (12) |
| Nicolò Bulega            | 16         |              | 16          | Ducati                                |
| Fabien Foret             | 16         |              | 16          | Honda (8), Kawasaki (5), Yamaha (3)   |
| Sébastien Charpentier    | 12         | 1            | 13          | Honda                                 |
| Eugene Laverty           | 12         |              | 12          | Honda                                 |
| Andrea Locatelli         | 12         |              | 12          | Yamaha                                |
| Karl Muggeridge          | 11         |              | 11          | Honda                                 |
| Paolo Casoli             | 6          | 5            | 11          | Ducati (7), Yamaha (4)                |
| Stefano Manzi            | 10         |              | 10          | Triumph (1), Yamaha (9)               |
| Adrián Huertas           | 10         |              | 10          | Ducati (10)                           |
| Lucas Mahias             | 9          |              | 9           | Yamaha (5), Kawasaki (4)              |
| Sam Lowes                | 8          |              | 8           | Honda (2), Yamaha (6)                 |
| Yari Montella            | 8          |              | 8           | Kawasaki (1), Ducati (7)              |
| Stéphane Chambon         | 6          | 2            | 8           | Ducati (1), Suzuki (7)                |
| Federico Caricasulo      | 7          |              | 7           | Yamaha (6), Ducati (1)                |
| Randy Krummenacher       | 7          |              | 7           | Yamaha                                |
| Andrew Pitt              | 7          |              | 7           | Kawasaki (2), Honda (5)               |
| Chaz Davies              | 6          |              | 6           | Yamaha                                |
| Katsuaki Fujiwara        | 6          |              | 6           | Suzuki (4), Honda (2)                 |
| Broc Parkes              | 6          |              | 6           | Yamaha (5), Kawasaki (1)              |
| Jörg Teuchert            | 6          |              | 6           | Yamaha                                |
| Michael van der Mark     | 6          |              | 6           | Honda                                 |
| Fabrizio Pirovano        |            | 6            | 6           | Ducati (1), Suzuki (5)                |
| Cal Crutchlow            | 5          |              | 5           | Yamaha                                |
| Steven Odendaal          | 5          |              | 5           | Yamaha                                |
| Lorenzo Baldassarri      | 4          |              | 4           | Yamaha                                |
| Kevin Curtain            | 4          |              | 4           | Honda (2), Yamaha (2)                 |
| Chris Vermeulen          | 4          |              | 4           | Honda                                 |
| James Whitham            | 4          |              | 4           | Yamaha                                |
| Vittoriano Guareschi     |            | 4            | 4           | Yamaha                                |
| Christian Kellner        | 3          |              | 3           | Yamaha                                |
| Joan Lascorz             | 3          |              | 3           | Honda (1), Kawasaki (2)               |
| Iain MacPherson          | 3          |              | 3           | Kawasaki                              |
| Jonathan Rea             | 3          |              | 3           | Honda                                 |
| Luca Scassa              | 3          |              | 3           | Yamaha                                |
| Kyle Smith               | 3          |              | 3           | Honda                                 |
| Niki Tuuli               | 3          |              | 3           | Yamaha (1), MV Agusta (1), Ducati (1) |
| Joshua Brookes           | 2          |              | 2           | Honda                                 |
| Sandro Cortese           | 2          |              | 2           | Yamaha                                |
| Manuel González          | 2          |              | 2           | Yamaha                                |
| Patrick Jacobsen         | 2          |              | 2           | Honda                                 |
| Anthony West             | 2          |              | 2           | Yamaha                                |
| Rubén Xaus               | 2          |              | 2           | Yamaha (1), Ducati (1)                |
| Wilco Zeelenberg         | 1          | 1            | 2           | Yamaha                                |
| Ayrton Badovini          | 1          |              | 1           | Honda                                 |
| Piergiorgio Bontempi     | 1          |              | 1           | Yamaha                                |
| Raffaele De Rosa         | 1          |              | 1           | Kawasaki                              |
| Lorenzo Lanzi            | 1          |              | 1           | Honda                                 |
| Tarran Mackenzie         | 1          |              | 1           | Honda                                 |
| Sheridan Morais          | 1          |              | 1           | Yamaha                                |
| Gianluca Nannelli        | 1          |              | 1           | Ducati                                |
| Can Öncü                 | 1          |              | 1           | Kawasaki                              |
| Michele Pirro            | 1          |              | 1           | Honda                                 |
| Gino Rea                 | 1          |              | 1           | Honda                                 |
| Pere Riba                | 1          |              | 1           | Honda                                 |
| Massimo Roccoli          | 1          |              | 1           | Yamaha                                |
| Roberto Rolfo            | 1          |              | 1           | MV Agusta                             |
| Bahattin Sofuoğlu        | 1          |              | 1           | MV Agusta                             |
| Yoann Tiberio            | 1          |              | 1           | Honda                                 |
| Jurgen van den Goorbergh | 1          |              | 1           | Yamaha                                |
| Andy Verdoïa             | 1          |              | 1           | Yamaha                                |
| Ratthapark Wilairot      | 1          |              | 1           | Honda                                 |
| Lorenzo Zanetti          | 1          |              | 1           | Honda                                 |
| Glenn van Straalen       | 1          |              | 1           | Yamaha                                |
| Massimo Meregalli        |            | 1            | 1           | Yamaha                                |
| Michaël Paquay           |            | 1            | 1           | Honda                                 |

### Nazioni
In questa sotto-sezione le vittorie nei singoli Gran Premi ottenute dai piloti vengono classificate in base alla loro nazionalità. I piloti di sedici paesi differenti hanno vinto almeno una gara, la nazione che ha vinto col maggior numero di piloti è l'Italia a quota venti. Per quanto concerne il numero di vittorie, se si considerano solo quelle del campionato primeggia l'Italia con 75 affermazioni che contando anche le vittorie nelle World Series diventano ben novantuno. Come per l'elenco dei piloti, anche in questo caso le vittorie sono suddivise nelle due diverse denominazioni di questa categoria.
| Nazione     | Numero Piloti | Campionato | World Series | Complessive |
| ----------- | ------------- | ---------- | ------------ | ----------- |
| Italia      | 20            | 75         | 16           | 91          |
| Francia     | 7             | 69         | 3            | 72          |
| Turchia     | 3             | 45         |              | 45          |
| Australia   | 7             | 36         |              | 36          |
| Regno Unito | 9             | 34         |              | 34          |
| Svizzera    | 2             | 34         |              | 34          |
| Spagna      | 5             | 18         |              | 18          |
| Irlanda     | 1             | 12         |              | 12          |
| Germania    | 3             | 11         |              | 11          |
| Paesi Bassi | 4             | 9          | 1            | 10          |
| Sudafrica   | 2             | 6          |              | 6           |
| Giappone    | 1             | 6          |              | 6           |
| Finlandia   | 1             | 3          |              | 3           |
| Stati Uniti | 1             | 2          |              | 2           |
| Thailandia  | 1             | 1          |              | 1           |
| Belgio      | 1             |            | 1            | 1           |

## Qualificazione in Pole Position
Nelle tabelle sottostanti vengono riportati tutti i piloti ad aver fatto siglare almeno una pole position nel mondiale Supersport in ordine decrescente. In questa sezione come per le gare vinte, ci sono diversi criteri interpretativi: il bollettino ufficiale delle qualifiche, al termine dell'ultima prova disputata, riporta l'elenco dei piloti in pole a partire dalla stagione 1999 (escludendo quindi le due edizioni delle World Series). D'altra parte il sito ufficiale, nelle biografie dei piloti, conteggia tutte le pole, anche quelle antecedenti il 1999: a titolo esemplificativo si veda la scheda di Vittoriano Guareschi.
Il pilota con più pole position in assoluto è il turco Kenan Sofuoğlu a quota 34 di cui circa un terzo ottenute con Honda e le restanti con Kawasaki. Al secondo posto il francese Jules Cluzel con 24 pole, ottenute con tre differenti case motociclistiche. Terzo un altro francese: Sébastien Charpentier autore di 22 pole, tutte con Honda.

### Piloti
- Per i piloti che hanno fatto siglare la pole con più di una casa, viene indicato per primo il costruttore con cui è stata ottenuta la prima; tra parentesi le pole totali per costruttore.
- Per maggior chiarezza le pole position ottenute nelle World Series e nel campionato sono distinte in due colonne separate, alle quali segue una colonna con le pole complessive.

| Pilota                   | Campionato | World Series | Complessive | Moto                                  |
| ------------------------ | ---------- | ------------ | ----------- | ------------------------------------- |
| Kenan Sofuoğlu           | 34         |              | 34          | Honda (12), Kawasaki (22)             |
| Jules Cluzel             | 24         |              | 24          | Honda (11), MV Agusta (8), Yamaha (5) |
| Sébastien Charpentier    | 22         |              | 22          | Honda                                 |
| Broc Parkes              | 17         |              | 17          | Honda (4), Yamaha (10), Kawasaki (3)  |
| Karl Muggeridge          | 15         |              | 15          | Honda                                 |
| Fabien Foret             | 14         |              | 14          | Honda (12), Kawasaki (1), Yamaha (1)  |
| Sam Lowes                | 14         |              | 14          | Honda (5), Yamaha (9)                 |
| Federico Caricasulo      | 12         |              | 12          | Honda (1), Yamaha (8), Ducati (3)     |
| Paolo Casoli             | 7          | 5            | 12          | Ducati (10), Yamaha (5)               |
| Dominique Aegerter       | 11         |              | 11          | Yamaha                                |
| Nicolò Bulega            | 10         |              | 10          | Ducati                                |
| Cal Crutchlow            | 10         |              | 10          | Yamaha                                |
| Lucas Mahias             | 8          |              | 8           | Yamaha (7), Kawasaki (1)              |
| Adrián Huertas           | 8          |              | 8           | Ducati                                |
| Andrea Locatelli         | 7          |              | 7           | Yamaha                                |
| Stéphane Chambon         | 6          | 1            | 7           | Suzuki                                |
| Eugene Laverty           | 6          |              | 6           | Honda                                 |
| Vittoriano Guareschi     | 2          | 4            | 6           | Yamaha (4), Ducati (2)                |
| Katsuaki Fujiwara        | 5          |              | 5           | Suzuki                                |
| Patrick Jacobsen         | 5          |              | 5           | Honda (2), MV Agusta (3)              |
| Chris Vermeulen          | 5          |              | 5           | Honda                                 |
| Randy Krummenacher       | 4          |              | 4           | Yamaha                                |
| Rubén Xaus               | 4          |              | 4           | Yamaha (2), Ducati (2)                |
| Sandro Cortese           | 3          |              | 3           | Yamaha                                |
| Kevin Curtain            | 3          |              | 3           | Yamaha                                |
| Joan Lascorz             | 3          |              | 3           | Kawasaki                              |
| Iain MacPherson          | 3          |              | 3           | Kawasaki                              |
| Andrew Pitt              | 3          |              | 3           | Kawasaki (1), Honda (2)               |
| David Salom              | 3          |              | 3           | Kawasaki                              |
| Yari Montella            | 3          |              | 3           | Ducati                                |
| Pere Riba                | 1          | 2            | 3           | Ducati (2), Kawasaki (1)              |
| Massimo Meregalli        |            | 3            | 3           | Yamaha                                |
| Lorenzo Baldassarri      | 2          |              | 2           | Yamaha                                |
| Piergiorgio Bontempi     | 2          |              | 2           | Yamaha (1), Ducati (1)                |
| Manuel González          | 2          |              | 2           | Yamaha                                |
| Matthieu Lagrive         | 2          |              | 2           | Honda                                 |
| Michele Pirro            | 2          |              | 2           | Yamaha (1), Honda (1)                 |
| Luca Scassa              | 2          |              | 2           | Yamaha                                |
| Kyle Smith               | 2          |              | 2           | Kawasaki (1), Yamaha (1)              |
| Jörg Teuchert            | 2          |              | 2           | Yamaha                                |
| Niki Tuuli               | 2          |              | 2           | Yamaha (1), MV Agusta (1)             |
| Michael van der Mark     | 2          |              | 2           | Honda                                 |
| Stefano Manzi            | 2          |              | 2           | Yamaha                                |
| Luca Bernardi            | 1          |              | 1           | Yamaha                                |
| Kevin Coghlan            | 1          |              | 1           | Yamaha                                |
| Chaz Davies              | 1          |              | 1           | Yamaha                                |
| Michel Fabrizio          | 1          |              | 1           | Honda                                 |
| Thomas Gradinger         | 1          |              | 1           | Yamaha                                |
| Craig Jones              | 1          |              | 1           | Honda                                 |
| Christian Kellner        | 1          |              | 1           | Yamaha                                |
| Florian Marino           | 1          |              | 1           | Kawasaki                              |
| Sheridan Morais          | 1          |              | 1           | Yamaha                                |
| Philipp Öttl             | 1          |              | 1           | Kawasaki                              |
| Corentin Perolari        | 1          |              | 1           | Yamaha                                |
| Simone Sanna             | 1          |              | 1           | Yamaha                                |
| Luke Stapleford          | 1          |              | 1           | Triumph                               |
| Jurgen van den Goorbergh | 1          |              | 1           | Yamaha                                |
| James Whitham            | 1          |              | 1           | Yamaha                                |
| Yves Briguet             |            | 1            | 1           | Suzuki                                |
| Mario Innamorati         |            | 1            | 1           | Ducati                                |
| Cristiano Migliorati     |            | 1            | 1           | Ducati                                |
| Fabrizio Pirovano        |            | 1            | 1           | Suzuki                                |
| Wilco Zeelenberg         |            | 1            | 1           | Yamaha                                |

### Nazioni
In questa sotto-sezione le pole position nei singoli Gran Premi ottenute dai piloti vengono classificate in base alla loro nazionalità. I piloti di sedici paesi differenti hanno ottenuto almeno una pole, la nazione in pole col maggior numero di piloti è l'Italia a quota diciassette. Per quanto concerne il numero di pole, al primo posto assoluto c'è la Francia con 78 pole nel campionato più una nelle World Series. Secondo posto per l'Italia con 68 pole complessive.
| Nazione     | Numero Piloti | Campionato | World Series | Complessive |
| ----------- | ------------- | ---------- | ------------ | ----------- |
| Francia     | 8             | 78         | 1            | 79          |
| Italia      | 17            | 53         | 15           | 68          |
| Australia   | 5             | 43         |              | 43          |
| Regno Unito | 9             | 34         |              | 34          |
| Turchia     | 1             | 34         |              | 34          |
| Spagna      | 6             | 21         | 2            | 23          |
| Svizzera    | 3             | 15         | 1            | 16          |
| Germania    | 4             | 7          |              | 7           |
| Irlanda     | 1             | 6          |              | 6           |
| Stati Uniti | 1             | 5          |              | 5           |
| Giappone    | 1             | 5          |              | 5           |
| Paesi Bassi | 3             | 3          | 1            | 4           |
| Finlandia   | 1             | 2          |              | 2           |
| Austria     | 1             | 1          |              | 1           |
| Sudafrica   | 1             | 1          |              | 1           |
| San Marino  | 1             | 1          |              | 1           |